# Pumptrack-Weltmeisterschaften 2023
Die Pumptrack-Weltmeisterschaften 2023 fanden am 18. November in Ötztal statt. Schauplatz war die Halle des Freizeitparks Area 47.

## Ablauf
Die Weltmeisterschaften wurden von der Firma Velosolutions im Namen des Radsport-Weltverbands UCI organisiert. Der ursprüngliche Sponsor der Weltmeisterschaften Red Bull hatte sich zurückgezogen. Fahrer konnten sich über eine Serie weltweit organisierter Wettkämpfe für die WM qualifizieren, die ursprünglich im argentinischen Neuquén geplant war. Sechs Wochen vor dem Termin wurden sie ohne nähere Angabe von Gründen nach Ötztal verlegt. Die Titelkämpfe wurden damit erstmals auf einem Indoor-Pumptrack ausgetragen. Dieser war mit 140 m Länge erheblich kürzer als die zuvor benutzten Anlagen, was sich in den Laufzeiten niederschlug.
An den Endläufen nahmen 28 Frauen und 35 Männer teil, deren Zahlen in mehreren Runden auf 16, 8, 4 und 2 reduziert wurden. Diese Runden fanden im Format „Open Session“ statt, bei dem die Teilnehmer innerhalb eines gewissen Zeitrahmens beliebig viele Versuche hatten, einzeln eine gute Zeit zu setzen; die Fahrer mit der besten Zeit kamen weiter. In den Finals um Platz 1 und 3 gab es nur einen Versuch. Bei den Frauen holte Christa von Niederhäusern in der fünften WM-Ausgabe ihren dritten Titel, bei den Männern gab es mit Alec Bob erneut einen anderen Sieger.

## Ergebnisse
Angegeben sind, je nach Platz, die Zeiten im Finale um Platz 1, im Finale um Platz 3 bzw. im Viertelfinale.

### Frauen
| Platz | Name                      | Zeit     |
| ----- | ------------------------- | -------- |
| 1     | Christa von Niederhäusern | 13,445 s |
| 2     | Sabina Košárková          | 13,836 s |
| 3     | Alina Beck                | 13,735 s |
| 4     | Aiko Gommers              | 13,887 s |
| 5     | Vineta Pētersone          | 13,963 s |
| 6     | Carly Kane                | 13,971 s |
| 7     | Felicia Klingström        | 14,135 s |
| 8     | Julie Heusequin           | 14,660 s |

### Männer
| Platz | Name             | Zeit     |
| ----- | ---------------- | -------- |
| 1     | Alec Bob         | 12,674 s |
| 2     | Mattia Costerman | 12,687 s |
| 3     | Eddy Clerté      | 12,597 s |
| 4     | Tristan Borel    | 12,660 s |
| 5     | Ryan Gilchrist   | 12,674 s |
| 6     | Thibault Dupont  | 12,707 s |
| 7     | Tanguy Grandjean | 12,858 s |
| 8     | Anaia Istil      | 12,960 s |